# Xiquets de Tarragona

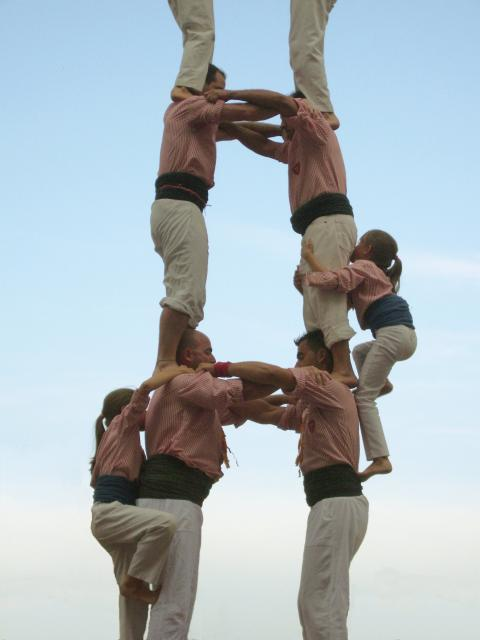
Tronc d'una torre dels Xiquets de Tarragona

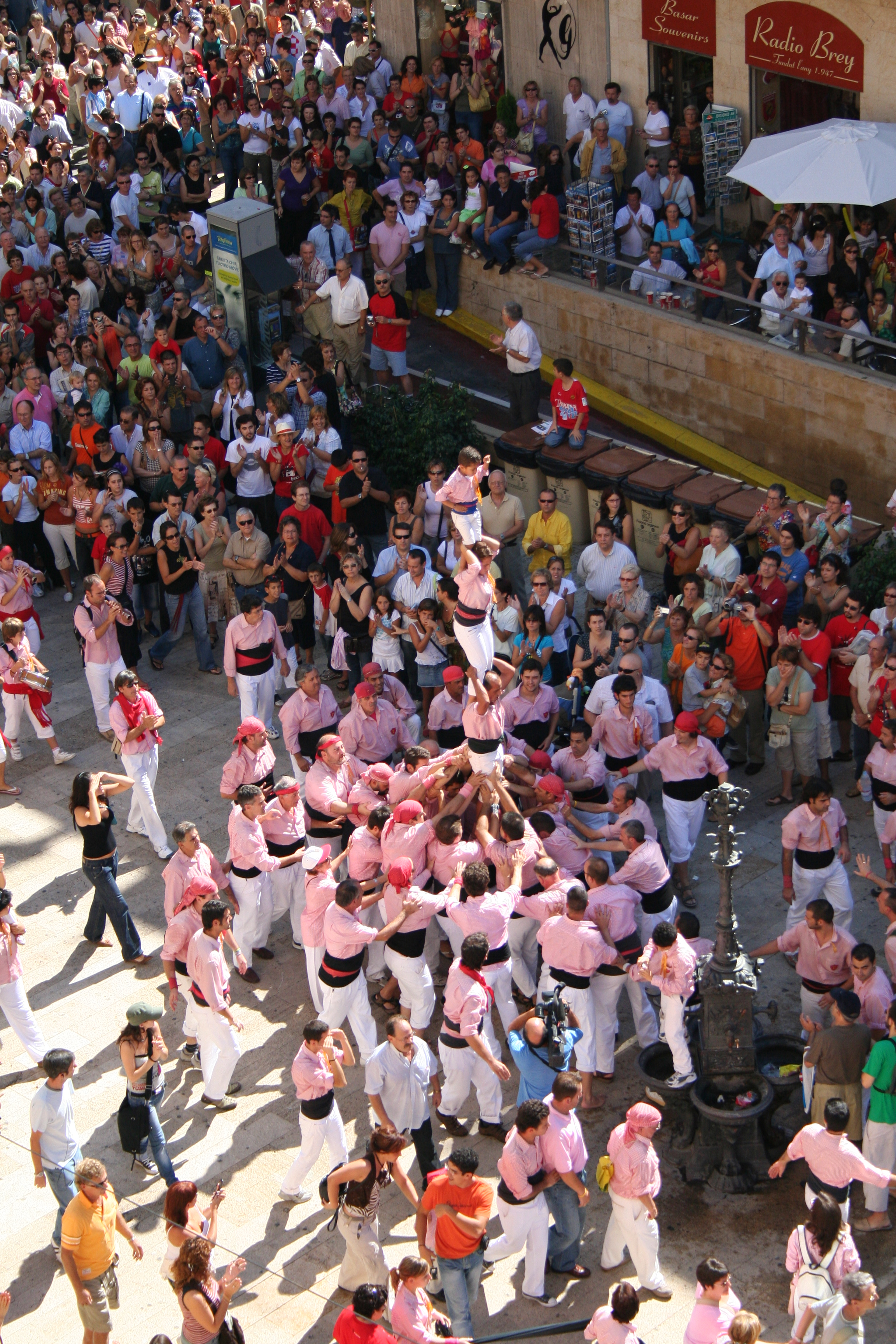
Pilar de 4 caminant durant les Festes de Santa Tecla del 2006

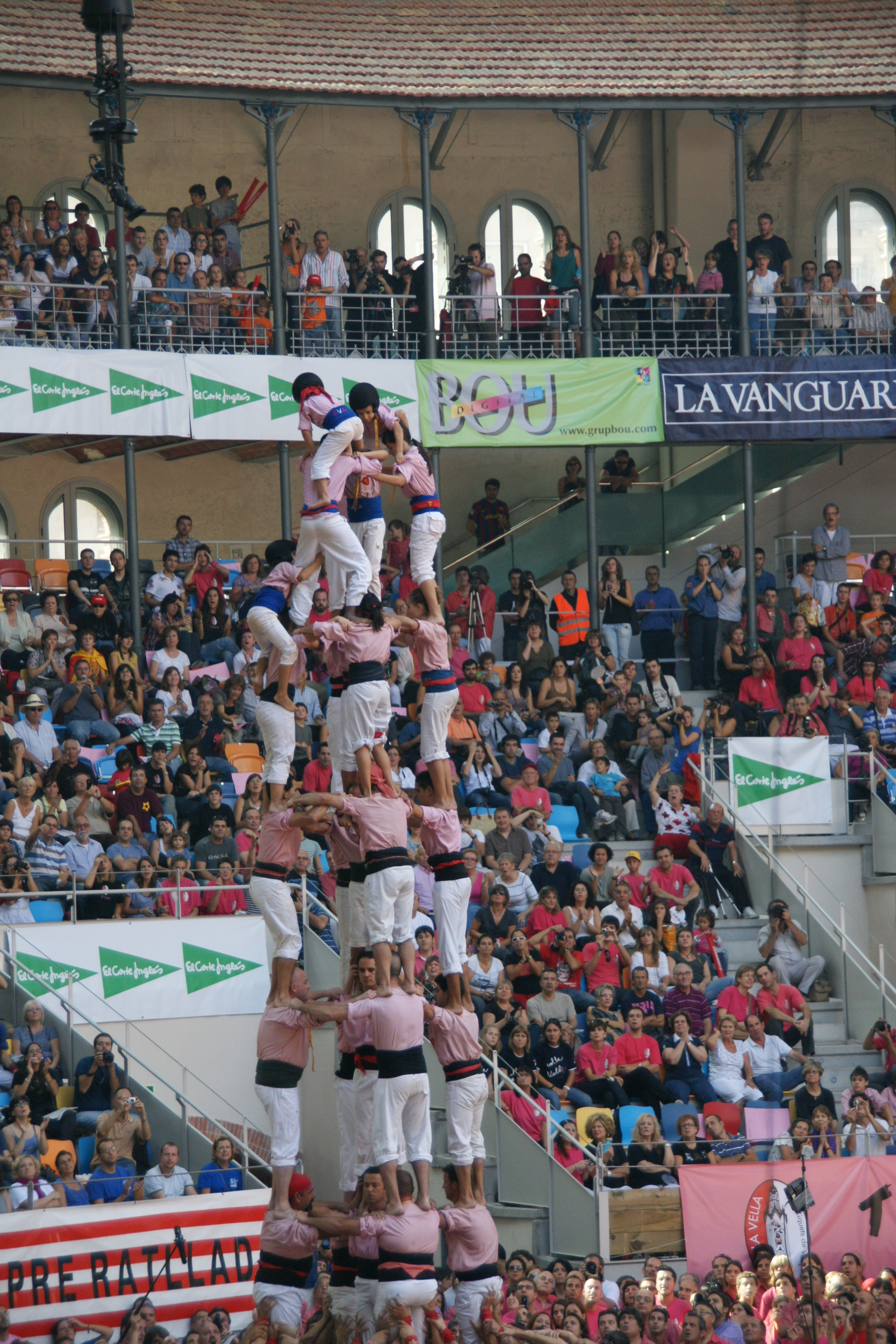
5 de 8 carregat al XXIII Concurs de castells de Tarragona (2010)

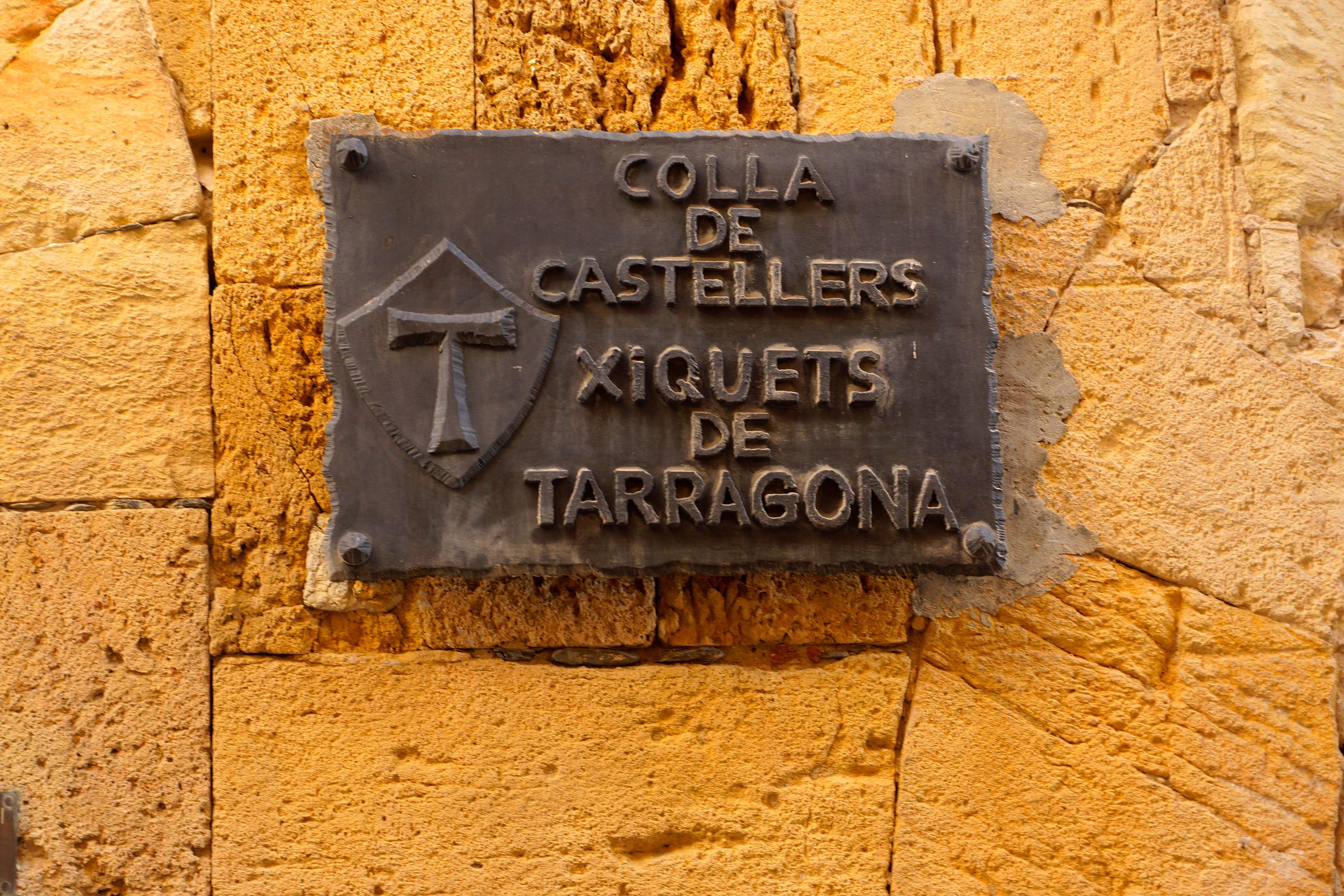
Placa al casal dels Xiquets

Els Xiquets de Tarragona són una colla castellera de la ciutat de Tarragona. Va ser fundada el setembre del 1970, durant les Festes de Santa Tecla, i fou creada a partir de la fusió de les dues colles tarragonines del moment: la Colla Vella de Tarragona i la Colla Nova de Sant Magí. Van rebre la Creu de Sant Jordi de la Generalitat de Catalunya l'any 2001.

## Història[calcitació]
Els Xiquets de Tarragona van presentar-se oficialment a les Festes de Santa Tecla de Tarragona de l'any 1970. La colla havia nascut només uns dies abans fruit d'una decisió de l'Ajuntament de Tarragona i d'Enric Olivé Martínez, que veien en la fusió de les dues colles existents aleshores (la Vella de Tarragona i la Nova de Sant Magí) l'única solució per fer pujar el nivell casteller a la ciutat. En un primer moment els resultats van donar la raó al consistori, ja que es van assolir construccions de la gamma alta de set com el quatre de set amb l'agulla i el cinc de set. A mitjans de la dècada de 1970, però, els èxits no es reediten i la colla entra en una llarga fase d'estancament.
La tendència negativa va començar a trencar-se amb el canvi de dècada i s'esmicola definitivament l'any 1981, quan es van carregar i descarregar el dos de set i el quatre de vuit. En el cas del carro gros es tractava del primer que assolia una colla tarragonina sense l'ajut d'altres castellers de fora. L'any 1984 es donava un pas més i es carregava per primera vegada el tres de vuit. Durant els anys 1980 la colla domina àmpliament la gamma alta de set i manté temporada rere temporada els galons de vuit. Sempre, però, amb el sostre del tres de vuit carregat com a millor construcció.
Sota el mandat del nou cap de colla, Manel Nadal, en el Concurs de Tarragona de l'any 1994 la colla descarrega finalment el tres de vuit i aquella mateixa temporada dona un salt definitiu i corona el dos de vuit amb folre. És en aquest temps quan la colla també fa un canvi social, s'obre a la ciutat i rep molts castellers joves amb empenta i amb una nova concepció del fet casteller.
La temporada 1994 marca l'inici dels cinc anys més brillants de la història de la colla, un període marcat pel domini de l'estructura del pilar. A mitjans de la dècada dels 90, es carreguen els primers pilars de 6 i de 7 amb folre, essent el 1996 l'any en què s'aconsegueixen descarreggar ambdós; la culminació de la feina amb el pilar fou el primer 4 de 8 amb agulla carregat per les festes de Santa Tecla de 1997.
Elx Xiquets de Tarragona es convertiren en colla de nou el 4 d'octubre de 1998, en el XVII Concurs de castells de Tarragona, en què carregaren el 3 de 9 amb folre, en el que era el cinquè intent de la colla.
Tota aquesta feina culmina l'any 1999, en aquesta temporada, els Xiquets aconsegueixen carregar el cinc de vuit per primer cop poc abans de Sant Magí, i és per la festa major petita que aconsegueixen descarregar-lo per primera vegada, posteriorment i en el marc de Santa Tecla els Xiquets descarreguen per primera vegada el tres de nou amb folre acompanyat altra vegada de la catedral.
L'any 2000 es torna a carregar el 3 de 9 amb folre, en el XVIII concurs de castells de Tarragona. Passada aquesta temporada, la colla entra en l'anomenada travessa del desert, amb actuacions per oblidar com la del XIX concurs de castells. Especialment dura va ser la temporada 2003 on no s'aconsegueix descarregar ni el 3 de 8 ni el 2 de 8 amb folre, fet que no tenia lloc des de 1995. El 2004 i amb l'entrada de Joan Sala com a cap de colla, es van recuperant a poc a poc els registres assolits amb els castells bàsics de la gamma de vuit, així com es recupera el 2 de 8 amb folre i fins i tot s'intenta per partida doble el 5 de 8 en el XX concurs de castells.
Al 35è aniversari de la colla, la tònica imposada l'any anterior segueix la seva línia, aquesta vegada, a més, la colla arriba a intentar, tot i que sense èxit, el 5 de 8 i el 3 de 9 amb folre per festa major. És l'any 2006 en el que els Xiquets aconsegueixen tornar a superar el sostre del dos de vuit amb folre. Ho van fer després de coronar el quatre de vuit amb l'agulla en dues ocasions, fet que li va permetre obtenir la quarta posició al XXI Concurs de castells de Tarragona i ser la primera colla de la ciutat.
L'any 2007, després d'un començament força dubitatiu, es va aconseguir carregar el tres de nou amb folre en la diada de festa major, el primer diumenge de festes, després de set anys sense aconseguir-ho. Una setmana més tard, en la diada de Santa Tecla, s'aconsegueix descarregar-lo per segon cop en la història de la colla. En aquesta diada també es completen el dos de vuit amb folre i el quatre de vuit, rubricant una de les millors actuacions que ha realitzat la colla. El 6 d'octubre del mateix any, en la diada del Xiquets a la plaça del Rei, s'aconsegueix descarregar el 5 de 8, després de diverses temptatives en les temporades precedents, concloent així un any esplèndid pels Xiquets de Tarragona, no només en l'àmbit casteller, ja que socialment la colla experimenta un gran canvi fruit de la massiva entrada de nous castellers, dinàmica que ja no es perdria durant els següents anys.
Per la diada de Sant Magí de la temporada 2008, el matalassers aconsegueixen descarregar el 3 de 9 amb folre més matiner de la seva història, retornant a la Plaça de les Cols els castells de nou, després de 10 anys sense que se'n pogués veure cap. El que semblava podia ser un gran any, es trunca en la diada del primer diumenge de festa major, on una desafortunada caiguda trunca les aspiracions de la colla.
El 2009 es repeteix la gesta de l'anterior Sant Magí, obrint les portes a un intent de 4 de 9 amb folre per festa major, aquest però, queda lluny de ser carregat, entre d'altres arran de la lesió i substitució d'un casteller de tronc en un intent desmuntat de 3 de 9 amb folre anterior; tot i això durant la setmana de Santa Tecla, s'aconsegueix carregar el sostre de la colla en dues ocasions així com es torna a carregar el pilar de 6 per primer cop des de 1999, aquest, seria descarregat en la diada de fi de temporada, després d'11 anys sense fer-ho.
El 2010 semblava que podia suposar un canvi en la mala estrugança dels darrers anys de la colla, es recupera el 5 de 8, descarregant-lo per primer cop fora de Tarragona, a Torredembarra i s'arriba a les festes de Santa Tecla amb aspiracions a fer la millor actuació de la història de la colla, però una caiguda en el 5 de 8 de sortida i una posterior caiguda de 2 de 8 amb folre, fan que la colla es planti al dia de Festa Major molt per sota de les seves possibilitats, tot i això, la colla reacciona i aconsegueix fer tres castells de 8 en el XXIII concurs de castells, fet impensable dues setmanes abans.
La temporada 2011 arrenca molt aviat en el marc de les Festes Decennals de la Mare de Déu de la Candela, fent doncs que els assaigs s'iniciin al gener i ja no s'aturessin més a diferència d'altres anys. Aquest treball intens no triga a donar resultats, fent debutar gran quantitat de castellers en les primeres construccions de la gamma alta de 7 i de 8. S'assoleixen les primeres clàssiques de 8 al Juliol i s'encara l'agost en plenes condicions, com a resultat s'obté la fins llavors millor actuació de la història per Sant Magí, ajuntat per segon cop en tota la història el 3 de 9 amb folre i el 5 de 8, acompanyats del 4 de 8. Amb aquesta dinàmica positiva s'afronta el setembre, on es reediten els èxits de la temporada passada amb el 5 de 8 a Torredembarra i per la Diada Nacional de Catalunya, arribant a Santa Tecla amb un estat de forma immillorable, els matalassers reeditaren la seva millor actuació el 1r diumenge de festes i finalment aconsegueixen l'anhelada tripleta màgica (3 i 4 de 9 amb folre i 5 de 8) el dia de la patrona, aconseguint així el 1r 4 de 9 amb folre de la història de la colla així com descarregar dues vegades en una mateixa temporada un castell de 9. La temporada però encara es va veure allargada fins a la diada de Tots Sants a Vilafranca, on els Xiquets, amb un desplaçament de camises inèdit, descarreguen altre cop la tripleta màgica, aconseguint ser l'única colla de 9 que no va caure en aquest any. Finalment i per 18a temporada consecutiva, s'aconsegueix, no sense patiments, descarregar el 2 de 8 amb folre, posant el punt final a la millor temporada de la colla.
L'any 2014 la colla, a la diada de Santa Tecla van completar el 3 de 9 amb folre, 5 de 8, 4 de 9 amb folre i Pilar de 7 amb folre. Prèviament, a la diada del primer diumenge de festes, va signar una meritoria actuació amb el 2 de 9 amb folre i manilles, carregat, que va acompanyar del 3 de 9 amb folre, 4 de 9 amb folre i Pilar de 7 amb folre, tots descarregats.
Abans, a la diada de Sant Magí del mateix any 2014, va aconseguir la que fou fins llavors la seva millor actuació, amb el 3 de 9 amb folre, 4 de 9 amb folre i, per primera vegada per una colla de Tarragona, el 2 de 9 amb folre i manilles. L'actuació va ser rematada amb un Pilar de 6.
L'any 2015 durant les Festes de Santa Tecla van coronar el seu primer 5 de 9 amb folre i el pilar de 8 amb folre i manilles, completant juntament amb el 2 de 9 amb folre i manilles i el 3 de 9 amb folre, la seva millor diada històrica fins al moment.

### L'escut i la camisa
Després de la reunificació de les dues colles, la camisa no podia ser cap de les antigues, ni la blava de la Vella, ni la lila de la Nova i, per tant, s'havia de triar un color ben diferent, Es va escollir un disseny ben singular: una camisa ratllada a causa de la unificació de les colles antigues. L'escut que l'acompanya té com a base la tau, lletra ben significatiu a la ciutat de Tarragona. Aquest té tres puntes en el cap i una punta inferior. El seu interior és de color vermell i apareix sobreposada la Tau. Tot el perímetre de l'escut té una franja prima de color negre. L'escut de l'entitat mai ha patit variacions de disseny.
Existeixen diverses versions sobre l'origen dels colors vermell i blanc que llueixen els castellers. La versió més creïble assenyala que va decidir-se optar per una camisa de ratlles en contra de la convencional monocolor de totes les colles castellers. L'elecció dels colors es deuria a ser l'únic model abundant en estoc i, per tant, factible per vestir entre vuitanta i cent vint nous castellers. Altres especulacions històriques, però, poc creïbles, apunten que fou impossible trobar un nombre tan elevat de camises en tan poc temps. L'única solució hagués estat una bobina de roba de matalàs i confeccionar les camises posteriorment.

### Actuacions

#### Millors castells realitzats[calcitació]
- Dos de nou amb folre i manilles
- Tres de nou amb folre
- Quatre de nou amb folre
- Quatre de vuit amb agulla
- Cinc de vuit

#### Millors actuacions realitzades[calcitació]
- Tarragona, octubre 1998, concurs de Castells: dos de vuit amb folre, pilar de set amb folre, tres de nou amb folre (c)
- Tarragona, setembre 1999, Santa Tecla : cinc de vuit, tres de nou amb folre
- Tarragona, setembre 2007, Santa Tecla : dos de vuit amb folre, tres de nou amb folre, quatre de vuit
- Tarragona, agost 2011, Sant Magí : quatre de vuit, tres de nou amb folre, cinc de vuit
- Tarragona, setembre 2011, Santa Tecla: cinc de vuit, quatre de nou amb folre, tres de nou amb folre, pilar de cinc
- Vilafranca del Penedès, novembre 2011, Tots Sants: cinc de vuit, quatre de nou amb folre, tres de nou amb folre, pilar de cinc
- Tarragona, setembre 2012, Santa Tecla: cinc de vuit, quatre de nou amb folre, tres de nou amb folre, pilar de cinc
- Vilafranca del Penedès, novembre 2012, Tots Sants: tres de nou amb folre, intent desmuntat de cinc de nou amb folre, quatre de nou amb folre, cinc de vuit, dos pilars de cinc
- Tarragona, agost 2014, Sant Magí: tres de nou amb folre, dos de nou amb folre i manilles, quatre de nou amb folre, pilar de sis
- Tarragona, setembre 2014, diada de Festa Major: tres de nou amb folre, dos de nou amb folre i manilles (c), quatre de nou amb folre, pilar de set
- Tarragona, setembre 2015, primer diumenge de Festes: 2 de 9 amb folre i manilles (c), 5 de 9 amb folre (c), 3 de 9 amb folre, pilar de 8 amb folre i manilles(c)

## Els antecedents

### Castellers vallencs i tarragonins[calcitació]
Des de fa més de dos-cents anys els castells han format una part molt important de les celebracions de la ciutat, especialment de les festes de Santa Tecla. Durant tot el segle xix, amb molt escasses absències provocades per epidèmies o guerres, els castellers omplien els carrers de la ciutat els dies de festa amb les seves cercaviles i actuacions.
Els castells van viure una primera època d'or i Tarragona va ser la plaça privilegiada que va veure les millors actuacions de les colles de Xiquets de Valls. L'any 1881, per exemple, van aixecar el 4 de 9 sense folre i possiblement també el 3 de 9 sense folre. Els aficionats castellers tarragonins col·laboraven activament amb les colles vallenques i també van actuar amb colla pròpia entre els anys 1885 i 1897, sota el nom de Xiquets de Tarragona-Colla de la Mercè. Els primers anys del segle xx van ser temps difícils per als castells. Desapareguda la colla de la Mercè, els castellers vallencs van continuar actuant a les festes tarragonines però molt lluny d'assolir les grans construccions dels anys anteriors.

### Colla Vella i Nova dels Xiquets de Tarragona
L'any 1926 els aficionats locals van crear la colla dels Xiquets de Tarragona i des d'aleshores la ciutat ha comptat sempre amb colla pròpia. Al Vendrell sorgien els Nens del Vendrell i començava així el que s'ha anomenat com Renaixença castellera. Es creen noves colles i s'estenen les actuacions on es tornen a veure castells de vuit. A Tarragona apareix la Colla Nova (1932-34) mentre l'altra colla local va prendre el nom de Colla Vella. Les dues colles van rivalitzar especialment als concursos de castells de 1932 i de 1933 que es convoquen per primer cop a Tarragona.
La sublevació militar del 1936 va estroncar tot aquell procés de recuperació i després de la guerra civil les colles de castells van reprendre la seva activitat amb gran dificultat. Els castellers tarragonins es van agrupar en una sola colla que va adoptar el nom de Xiquets de Tarragona. Els anys 1950 la ciutat va tornar a organitzar el concurs de castells i el 1951 es crea la Colla Nova dels Xiquets de Sant Magí que va revifar la rivalitat local.
Els anys seixanta van ser de gran rivalitat entre les colles vallenques (la Vella i la Muixerra) i els Nens del Vendrell. Mentre les colles tarragonines estaven estancades en castells de set, amb pocs efectius i poques actuacions. A la diada de Santa Tecla del 1965, per primera vegada, les dues colles van caminar el pilar de 4 des del Pla de la Seu fins a la plaça de la Font. L'any 1970, per decisió municipal, es van unificar en l'actual Colla de Castellers Xiquets de Tarragona, mentre que l'any 1979 es creà la Colla Jove Xiquets de Tarragona.

## Publicacions[calcitació]
- Anuari: Xiquets
- Butlletí intern: Matalassers